# Jit Singh
Jit Singh (ur. 13 stycznia 1937) – indyjski zapaśnik walczący w stylu wolnym. Olimpijczyk z Tokio 1964, gdzie zajął czternaste miejsce w kategorii do 87 kg.
Wicemistrz igrzysk azjatyckich w 1970 roku.

## Letnie Igrzyska Olimpijskie 1964
| Konkurencja      | Rundy eliminacyjne    | Rundy eliminacyjne     | Klas. końcowa |
| Konkurencja      | Przeciwnik I          | Przeciwnik II          | Miejsce       |
| ---------------- | --------------------- | ---------------------- | ------------- |
| 87 kg styl wolny | Rudolf Kobelt (SUI) P | Prodan Gardżew (BGR) P | 14.           |